# NGC 2503
NGC 2503是位于巨蟹座的一个星系。它的赤经为 8h 0.6m，赤纬为 22° 24′。